# Flo Rida/Diskografie
Diese Diskografie ist eine Übersicht über die musikalischen Werke des US-amerikanischen Rappers Flo Rida. Den Quellenangaben und Schallplattenauszeichnungen zufolge hat er bisher mehr als 100,1 Millionen Tonträger, davon alleine in seiner Heimat über 64,8 Millionen. In Deutschland konnte er über 5,9 Millionen Tonträger vertreiben, damit zählt er zu den Musikern mit den meisten Tonträgerverkäufen des Landes. Seine erfolgreichste Veröffentlichung ist die Single Low mit über 17,2 Millionen verkauften Einheiten.

## Alben

### Studioalben
| Jahr | Titel Musiklabel                             | Höchstplatzierung, Gesamtwochen, AuszeichnungChartplatzierungen (Jahr, Titel, Musiklabel, Platzierungen, Wochen, Auszeichnungen, Anmerkungen) | Höchstplatzierung, Gesamtwochen, AuszeichnungChartplatzierungen (Jahr, Titel, Musiklabel, Platzierungen, Wochen, Auszeichnungen, Anmerkungen) | Höchstplatzierung, Gesamtwochen, AuszeichnungChartplatzierungen (Jahr, Titel, Musiklabel, Platzierungen, Wochen, Auszeichnungen, Anmerkungen) | Höchstplatzierung, Gesamtwochen, AuszeichnungChartplatzierungen (Jahr, Titel, Musiklabel, Platzierungen, Wochen, Auszeichnungen, Anmerkungen) | Höchstplatzierung, Gesamtwochen, AuszeichnungChartplatzierungen (Jahr, Titel, Musiklabel, Platzierungen, Wochen, Auszeichnungen, Anmerkungen) | Anmerkungen                                               |
| Jahr | Titel Musiklabel                             | DE | AT | CH | UK | US | Anmerkungen                                               |
| ---- | -------------------------------------------- | --- | --- | --- | --- | --- | --------------------------------------------------------- |
| 2008 | Mail on Sunday Atlantic Records (WMG)        | DE50 (5 Wo.)DE | — | CH60 (3 Wo.)CH | UK29 Gold · (19 Wo.)UK | US4 (28 Wo.)US | Erstveröffentlichung: 17. März 2008 Verkäufe: + 618.000   |
| 2009 | R.O.O.T.S. Atlantic Records (WMG)            | DE21 (9 Wo.)DE | AT21 (7 Wo.)AT | CH14 (15 Wo.)CH | UK5 Gold · (10 Wo.)UK | US8 Platin · (21 Wo.)US | Erstveröffentlichung: 31. März 2009 Verkäufe: + 1.310.000 |
| 2010 | Only One Flo (Part 1) Atlantic Records (WMG) | — | — | — | — | US107 (1 Wo.)US | Erstveröffentlichung: 26. November 2010                   |
| 2012 | Wild Ones Atlantic Records (WMG)             | DE16 (8 Wo.)DE | AT8 (8 Wo.)AT | CH7 (13 Wo.)CH | UK8 Gold · (20 Wo.)UK | US14 (37 Wo.)US | Erstveröffentlichung: 22. Juni 2012 Verkäufe: + 596.000   |

### EPs
| Jahr | Titel Musiklabel                                       | Höchstplatzierung, Gesamtwochen, AuszeichnungChartplatzierungen (Jahr, Titel, Musiklabel, Platzierungen, Wochen, Auszeichnungen, Anmerkungen) | Höchstplatzierung, Gesamtwochen, AuszeichnungChartplatzierungen (Jahr, Titel, Musiklabel, Platzierungen, Wochen, Auszeichnungen, Anmerkungen) | Höchstplatzierung, Gesamtwochen, AuszeichnungChartplatzierungen (Jahr, Titel, Musiklabel, Platzierungen, Wochen, Auszeichnungen, Anmerkungen) | Höchstplatzierung, Gesamtwochen, AuszeichnungChartplatzierungen (Jahr, Titel, Musiklabel, Platzierungen, Wochen, Auszeichnungen, Anmerkungen) | Höchstplatzierung, Gesamtwochen, AuszeichnungChartplatzierungen (Jahr, Titel, Musiklabel, Platzierungen, Wochen, Auszeichnungen, Anmerkungen) | Anmerkungen                                                                      |
| Jahr | Titel Musiklabel                                       | DE | AT | CH | UK | US | Anmerkungen                                                                      |
| ---- | ------------------------------------------------------ | --- | --- | --- | --- | --- | -------------------------------------------------------------------------------- |
| 2009 | iTunes Live:London Festival ’09 Atlantic Records (WMG) | — | — | — | — | — | Erstveröffentlichung: 30. März 2009                                              |
| 2012 | Good Feeling Atlantic Records (WMG)                    | — | — | — | — | — | Erstveröffentlichung: 12. April 2012 Kompilations-EP für den australischen Markt |
| 2015 | My House Atlantic Records (WMG)                        | — | — | — | UK— SilberUK | US14 (78 Wo.)US | Erstveröffentlichung: 7. April 2015 Verkäufe: + 80.000                           |

## Singles

### Als Leadmusiker
| Jahr | Titel Album                                       | Höchstplatzierung, Gesamtwochen, AuszeichnungChartplatzierungen (Jahr, Titel, Album, Platzierungen, Wochen, Auszeichnungen, Anmerkungen) | Höchstplatzierung, Gesamtwochen, AuszeichnungChartplatzierungen (Jahr, Titel, Album, Platzierungen, Wochen, Auszeichnungen, Anmerkungen) | Höchstplatzierung, Gesamtwochen, AuszeichnungChartplatzierungen (Jahr, Titel, Album, Platzierungen, Wochen, Auszeichnungen, Anmerkungen) | Höchstplatzierung, Gesamtwochen, AuszeichnungChartplatzierungen (Jahr, Titel, Album, Platzierungen, Wochen, Auszeichnungen, Anmerkungen) | Höchstplatzierung, Gesamtwochen, AuszeichnungChartplatzierungen (Jahr, Titel, Album, Platzierungen, Wochen, Auszeichnungen, Anmerkungen) | Anmerkungen                                                                                   |
| Jahr | Titel Album                                       | DE | AT | CH | UK | US | Anmerkungen                                                                                   |
| --- | ------------------------------------------------- | --- | --- | --- | --- | --- | --------------------------------------------------------------------------------------------- |
| 2007 | Low Mail on Sunday                                | DE13 ×5Fünffachgold · (23 Wo.)DE | AT9 (25 Wo.)AT | CH13 Platin · (59 Wo.)CH | UK2 ×3Dreifachplatin · (77 Wo.)UK | US1 ×3Diamant + Dreifachplatin (Mastertone) · (40 Wo.)US                                                                                 | Erstveröffentlichung: 16. September 2007 Verkäufe: + 17.237.140; feat. T-Pain                 |
| 2008 | Elevator Mail on Sunday                           | DE34 (9 Wo.)DE | AT69 (4 Wo.)AT | CH92 (1 Wo.)CH | UK20 (20 Wo.)UK | US16 Platin · (13 Wo.)US | Erstveröffentlichung: 12. Februar 2008 Verkäufe: + 1.075.000; feat. Timbaland                 |
| 2008 | In the Ayer Mail on Sunday                        | DE50 (6 Wo.)DE | — | — | UK29 (11 Wo.)UK | US9 ×2Doppelplatin · (21 Wo.)US | Erstveröffentlichung: 20. Mai 2008 Verkäufe: + 2.159.431; feat. will.i.am                     |
| 2009 | Right Round R.O.O.T.S.                            | DE4 Platin · (34 Wo.)DE | AT2 Gold · (42 Wo.)AT | CH2 Platin · (59 Wo.)CH | UK1 Platin · (25 Wo.)UK | US1 ×8Achtfachplatin + Gold (Mastertone) · (26 Wo.)US                                                                                    | Erstveröffentlichung: 10. Februar 2009 Verkäufe: + 10.695.847; feat. Ke$ha                    |
| 2009 | Shone R.O.O.T.S.                                  | — | — | — | — | US57 (1 Wo.)US | Erstveröffentlichung: 24. Februar 2009 feat. Pleasure P                                       |
| 2009 | Sugar R.O.O.T.S.                                  | DE37 (9 Wo.)DE | AT28 (7 Wo.)AT | CH40 (11 Wo.)CH | UK18 Silber · (18 Wo.)UK | US5 Platin · (18 Wo.)US | Erstveröffentlichung: 17. März 2009 Verkäufe: + 1.597.847; feat. Wynter Gordon                |
| 2009 | Jump R.O.O.T.S.                                   | DE27 (9 Wo.)DE | AT34 (5 Wo.)AT | — | UK21 (10 Wo.)UK | US54 (6 Wo.)US | Erstveröffentlichung: 17. Juli 2009 Verkäufe: + 500.000; feat. Nelly Furtado                  |
| 2009 | Be on You R.O.O.T.S.                              | — | — | — | UK51 (2 Wo.)UK | US19 Gold · (16 Wo.)US | Erstveröffentlichung: 6. Oktober 2009 Verkäufe: + 500.000; feat. Ne-Yo                        |
| 2010 | Club Can’t Handle Me Only One Flo (Part 1)        | DE4 ×3Dreifachgold · (34 Wo.)DE | AT3 Platin · (25 Wo.)AT | CH3 Platin · (30 Wo.)CH | UK1 ×2Doppelplatin · (27 Wo.)UK | US9 ×3Dreifachplatin · (21 Wo.)US | Erstveröffentlichung: 28. Juni 2010 Verkäufe: + 5.926.284; feat. David Guetta                 |
| 2010 | Turn Around (5, 4, 3, 2, 1) Only One Flo (Part 1) | DE8 Gold · (30 Wo.)DE | AT7 Gold · (24 Wo.)AT | CH21 (15 Wo.)CH | UK41 (6 Wo.)UK | US98 (1 Wo.)US | Erstveröffentlichung: 16. November 2010 Verkäufe: + 375.275                                   |
| 2011 | Who Dat Girl Only One Flo (Part 1)                | — | AT45 (3 Wo.)AT | — | UK64 (3 Wo.)UK | US29 (15 Wo.)US | Erstveröffentlichung: 11. Januar 2011 Verkäufe: + 150.000; feat. Akon                         |
| 2011 | Turn Around, Pt. 2 –                              | — | — | — | — | — | Erstveröffentlichung: 17. Mai 2011 mit Pitbull                                                |
| 2011 | Good Feeling Wild Ones                            | DE1 Platin · (32 Wo.)DE | AT1 Platin · (26 Wo.)AT | CH3 ×2Doppelplatin · (27 Wo.)CH | UK1 ×2Doppelplatin · (33 Wo.)UK | US3 ×5Fünffachplatin · (37 Wo.)US | Erstveröffentlichung: 29. August 2011 Verkäufe: + 6.987.100                                   |
| 2011 | Wild Ones                                         | DE6 Gold · (22 Wo.)DE | AT2 Platin · (22 Wo.)AT | CH3 Platin · (23 Wo.)CH | UK4 ×3Dreifachplatin · (28 Wo.)UK | US5 ×5Fünffachplatin · (36 Wo.)US | Erstveröffentlichung: 20. Dezember 2011 Verkäufe: + 8.452.500; feat. Sia                      |
| 2012 | Whistle Wild Ones                                 | DE2 ×5Fünffachgold · (33 Wo.)DE | AT2 Platin · (26 Wo.)AT | CH1 Platin · (33 Wo.)CH | UK2 ×2Doppelplatin · (25 Wo.)UK | US1 ×5Fünffachplatin · (29 Wo.)US | Erstveröffentlichung: 24. April 2012 Verkäufe: + 8.514.500                                    |
| 2012 | Let It Roll Wild Ones                             | DE24 (21 Wo.)DE | AT6 Gold · (25 Wo.)AT | — | UK17 (9 Wo.)UK | — | Erstveröffentlichung: 19. Juni 2012 Verkäufe: + 22.500                                        |
| 2012 | I Cry Wild Ones                                   | DE10 Gold · (24 Wo.)DE | AT6 (22 Wo.)AT | CH9 Platin · (23 Wo.)CH | UK3 Platin · (19 Wo.)UK | US6 ×2Doppelplatin · (21 Wo.)US | Erstveröffentlichung: 18. September 2012 Verkäufe: + 3.241.300                                |
| 2013 | Sweet Spot Wild Ones                              | — | AT39 (6 Wo.)AT | — | — | — | Erstveröffentlichung: 13. März 2013 Verkäufe: + 35.000; feat. Jennifer Lopez                  |
| 2013 | Tell Me When You Ready –                          | — | — | — | — | — | Erstveröffentlichung: 14. Mai 2013 feat. Future                                               |
| 2013 | Can’t Believe It –                                | DE4 (15 Wo.)DE | AT16 (8 Wo.)AT | CH19 (9 Wo.)CH | — | — | Erstveröffentlichung: 29. Juli 2013 Verkäufe: + 35.000; feat. Pitbull                         |
| 2013 | How I Feel –                                      | DE24 (10 Wo.)DE | AT6 (10 Wo.)AT | CH24 (7 Wo.)CH | UK8 (6 Wo.)UK | US96 (2 Wo.)US | Erstveröffentlichung: 28. Oktober 2013 Verkäufe: + 35.000                                     |
| 2014 | G.D.F.R. My House                                 | DE7 Platin · (36 Wo.)DE | AT12 (29 Wo.)AT | CH23 Platin · (33 Wo.)CH | UK3 Platin · (25 Wo.)UK | US8 ×4Vierfachplatin · (35 Wo.)US | Erstveröffentlichung: 21. Oktober 2014 Verkäufe: + 5.561.600; feat. Sage the Gemini & Lookas  |
| 2015 | I Don’t Like It, I Love It My House               | DE19 Gold · (23 Wo.)DE | AT7 (18 Wo.)AT | CH25 (15 Wo.)CH | UK7 Platin · (20 Wo.)UK | US43 Platin · (14 Wo.)US | Erstveröffentlichung: 31. März 2015 Verkäufe: + 2.060.000; feat. Robin Thicke & Verdine White |
| 2015 | My House                                          | DE16 Platin · (34 Wo.)DE | AT8 (28 Wo.)AT | CH15 Gold · (23 Wo.)CH | UK59 Platin · (14 Wo.)UK | US4 ×6Sechsfachplatin · (39 Wo.)US | Erstveröffentlichung: 13. Oktober 2015 Verkäufe: + 3.806.000                                  |
| 2015 | Dirty Mind –                                      | — | — | — | — | — | Erstveröffentlichung: 4. Dezember 2015 feat. Sam Martin                                       |
| 2016 | Who Did You Love –                                | — | — | — | — | — | Erstveröffentlichung: 20. Februar 2016 mit Arianna                                            |
| 2016 | Who’s With Me –                                   | — | — | — | — | — | Erstveröffentlichung: 24. Februar 2016                                                        |
| 2016 | Hello Friday –                                    | — | — | — | — | US79 (1 Wo.)US | Erstveröffentlichung: 26. Februar 2016 feat. Jason Derulo                                     |
| 2016 | Zillionaire –                                     | — | — | — | — | — | Erstveröffentlichung: 29. Juli 2016                                                           |
| 2016 | Cake –                                            | — | — | — | — | US73 Gold · (6 Wo.)US | Erstveröffentlichung: 16. Dezember 2016 Verkäufe: + 500.000; mit 99 Percent                   |
| 2017 | Game Time –                                       | — | — | — | — | — | Erstveröffentlichung: 16. Februar 2017 feat. Sage the Gemini                                  |
| 2017 | Hola –                                            | — | — | CH60 (1 Wo.)CH | — | — | Erstveröffentlichung: 17. November 2017 Verkäufe: + 10.000; feat. Maluma                      |
| 2018 | Dancer –                                          | — | — | CH72 (1 Wo.)CH | — | — | Erstveröffentlichung: 2. März 2018                                                            |
| 2018 | Sweet Sensation –                                 | — | — | — | — | — | Erstveröffentlichung: 30. März 2018                                                           |
| 2018 | In My Mind Part 3 –                               | — | — | — | — | — | Erstveröffentlichung: 27. September 2018 feat. Georgi Kay                                     |
| 2019 | Tu si bailas –                                    | — | — | — | — | — | Erstveröffentlichung: 24. Januar 2019 mit Osmani Garcia                                       |
| 2019 | Snack –                                           | — | — | — | — | — | Erstveröffentlichung: 24. Mai 2019 feat. E-40 & Sage the Gemini                               |
| 2021 | Summer’s Not Ready –                              | — | — | — | — | — | Erstveröffentlichung: 29. Juni 2021 feat. Inna and Timmy Trumpet                              |
| 2021 | Wait –                                            | — | — | — | — | — | Erstveröffentlichung: 31. Dezember 2021                                                       |
| 2022 | Symphony of Brotherhood Rise –                    | — | — | — | — | — | Erstveröffentlichung: 14. Januar 2022 mit Miri Ben-Ari & Erik „E Smooth“ Hicks                |
| 2022 | What a Night –                                    | — | — | — | — | — | Erstveröffentlichung: 30. Juni 2022                                                           |
| 2022 | High Heels –                                      | — | — | — | — | — | Erstveröffentlichung: 7. Oktober 2022 mit Walker Hayes                                        |
| 2022 | No Bad Days –                                     | — | — | — | — | — | Erstveröffentlichung: 16. Dezember 2022 mit Jimmie Allen                                      |
| 2023 | Good Girls On Vacation –                          | — | — | — | — | — | Erstveröffentlichung: 30. März 2023                                                           |
| 2023 | Do Si Do –                                        | — | — | — | — | — | Erstveröffentlichung: 22. Juni 2023                                                           |
| 2023 | Energy –                                          | — | — | — | — | — | Erstveröffentlichung: 28. Juni 2023 feat. Spice & Rotimi                                      |
| Folgende Lieder erschienen nicht als Single, wurden aber durch das Album zum Download und Streaming bereitgestellt und konnten somit eine Platzierung erlangen: |                                                   | | | | | |                                                                                               |
| |                                                   | | | | | |                                                                                               |
| 2008 | Roll Mail on Sunday                               | — | — | — | — | US61 (2 Wo.)US | Charteinstieg: 24. April 2015 feat. Sean Kingston                                             |
| 2015 | Here It Is My House                               | DE94 (2 Wo.)DE | — | CH50 (1 Wo.)CH | — | — | Charteinstieg: 24. April 2015 feat. Chris Brown                                               |

### Als Gastmusiker
| Jahr | Titel Album                                   | Höchstplatzierung, Gesamtwochen, AuszeichnungChartplatzierungen (Jahr, Titel, Album, Platzierungen, Wochen, Auszeichnungen, Anmerkungen) | Höchstplatzierung, Gesamtwochen, AuszeichnungChartplatzierungen (Jahr, Titel, Album, Platzierungen, Wochen, Auszeichnungen, Anmerkungen) | Höchstplatzierung, Gesamtwochen, AuszeichnungChartplatzierungen (Jahr, Titel, Album, Platzierungen, Wochen, Auszeichnungen, Anmerkungen) | Höchstplatzierung, Gesamtwochen, AuszeichnungChartplatzierungen (Jahr, Titel, Album, Platzierungen, Wochen, Auszeichnungen, Anmerkungen) | Höchstplatzierung, Gesamtwochen, AuszeichnungChartplatzierungen (Jahr, Titel, Album, Platzierungen, Wochen, Auszeichnungen, Anmerkungen) | Anmerkungen |
| Jahr | Titel Album                                   | DE | AT | CH | UK | US | Anmerkungen |
| ---- | --------------------------------------------- | --- | --- | --- | --- | --- | --- |
| 2008 | Move Shake Drop Category 6                    | — | — | — | — | US56 (5 Wo.)US | Erstveröffentlichung: 10. Mai 2008 DJ Laz feat. Casely, Pitbull & Flo Rida                                      |
| 2008 | Running Back Been Waiting                     | — | — | — | — | — | Erstveröffentlichung: 11. Oktober 2008 Jessica Mauboy feat. Flo Rida                                            |
| 2009 | Feel It Go DJ!                                | — | — | — | — | — | Erstveröffentlichung: 10. Februar 2009 DJ Felli Fel feat. T-Pain, Sean Paul, Flo Rida & Pitbull                 |
| 2009 | Good Girls Like Bad Boys –                    | — | — | — | — | — | Erstveröffentlichung: 9. Juni 2009 Jadyn Maria feat. Flo Rida                                                   |
| 2009 | Bad Boys Overcome                             | DE14 (13 Wo.)DE | AT22 (10 Wo.)AT | CH12 (13 Wo.)CH | UK1 Platin · (27 Wo.)UK | — | Erstveröffentlichung: 12. Oktober 2009 Verkäufe: + 680.000; Alexandra Burke feat. Flo Rida                      |
| 2009 | Feel It –                                     | DE21 (7 Wo.)DE | AT20 (12 Wo.)AT | — | UK83 (1 Wo.)UK | US78 (2 Wo.)US | Erstveröffentlichung: 1. Dezember 2009 Verkäufe: + 40.000; Three 6 Mafia feat. Tiësto, Sean Kingston & Flo Rida |
| 2010 | IYIYI –                                       | — | — | — | — | — | Erstveröffentlichung: 31. Mai 2010 Cody Simpson feat. Flo Rida                                                  |
| 2010 | Higher Headlines!                             | — | — | — | UK10 Platin · (20 Wo.)UK | — | Erstveröffentlichung: 27. September 2010 Verkäufe: + 600.000; The Saturdays feat. Flo Rida                      |
| 2011 | Where Them Girls At Nothing but the Beat      | DE5 ×3Dreifachgold · (31 Wo.)DE | AT3 Gold · (31 Wo.)AT | CH3 Platin · (20 Wo.)CH | UK3 ×2Doppelplatin · (26 Wo.)UK | US14 Platin · (20 Wo.)US | Erstveröffentlichung: 2. Mai 2011 Verkäufe: + 3.726.500; David Guetta feat. Nicki Minaj & Flo Rida              |
| 2011 | Club Rocker I Am the Club Rocker              | DE55 (4 Wo.)DE | AT14 (5 Wo.)AT | CH64 (2 Wo.)CH | — | — | Erstveröffentlichung: 30. Mai 2011 Inna feat. Flo Rida                                                          |
| 2011 | I’m Alright –                                 | — | — | — | — | — | Erstveröffentlichung: 7. Juni 2011 Jean-Roch feat. Flo Rida & Kat DeLuna                                        |
| 2011 | Hangover TY.O                                 | DE2 ×3Dreifachplatin · (45 Wo.)DE | AT1 ×2Doppelplatin · (30 Wo.)AT | CH1 ×3Dreifachplatin · (34 Wo.)CH | UK27 Silber · (3 Wo.)UK | US62 (1 Wo.)US | Erstveröffentlichung: 4. Oktober 2011 Verkäufe: + 1.807.500; Taio Cruz feat. Flo Rida                           |
| 2011 | Party Like a DJ –                             | — | — | — | — | — | Erstveröffentlichung: 28. Oktober 2011 The Glam feat. Flo Rida & Trina                                          |
| 2012 | (Avalanche) Rescue Me From The Dancefloor –   | — | — | — | — | — | Erstveröffentlichung: 16. März 2012 M.iam.i feat. Flo Rida                                                      |
| 2012 | Baby It’s the Last Time –                     | DE93 (1 Wo.)DE | AT59 (1 Wo.)AT | — | — | — | Erstveröffentlichung: 18. Mai 2012 R. J. & Qwote feat. Flo Rida                                                 |
| 2012 | Goin’ In Dance Again… the Hits                | DE67 (3 Wo.)DE | AT58 (4 Wo.)AT | — | — | — | Erstveröffentlichung: 8. Juni 2012 Verkäufe: + 30.000; Jennifer Lopez feat. Lil Jon & Flo Rida                  |
| 2012 | Get Low Triple F Life: Friends, Fans & Family | — | — | — | — | US72 (1 Wo.)US | Erstveröffentlichung: Juni 2012 Waka Flocka Flame feat. Tyga, Nicki Minaj & Flo Rida                            |
| 2012 | Change Your Life Dirty Bass                   | DE91 (1 Wo.)DE | — | — | — | — | Erstveröffentlichung: 26. Oktober 2012 Far East Movement feat. Sidney Samson & Flo Rida                         |
| 2012 | Troublemaker Right Place Right Time           | DE2 Gold · (21 Wo.)DE | AT3 Gold · (20 Wo.)AT | CH8 Gold · (22 Wo.)CH | UK1 ×2Doppelplatin · (35 Wo.)UK | US25 Platin · (20 Wo.)US | Erstveröffentlichung: 18. November 2012 Verkäufe: + 2.895.000; Olly Murs feat. Flo Rida                         |
| 2012 | Say You’re Just a Friend –                    | — | — | — | — | — | Erstveröffentlichung: 3. Dezember 2012 Austin Mahone feat. Flo Rida                                             |
| 2013 | Sing La La La –                               | DE82 (1 Wo.)DE | AT44 (1 Wo.)AT | CH70 (1 Wo.)CH | — | — | Erstveröffentlichung: 15. März 2013 Verkäufe: + 15.000; Carolina Marquez & Dale Saunders feat. Flo Rida         |
| 2013 | I Belong 2 U –                                | — | — | — | — | — | Erstveröffentlichung: 15. März 2013 Mo-No feat. Sara Cruz & Flo Rida                                            |
| 2013 | Danse –                                       | — | — | — | — | — | Erstveröffentlichung: 17. Juni 2013 Tal feat. Flo Rida                                                          |
| 2013 | Dance for Life –                              | — | — | — | — | — | Erstveröffentlichung: 28. Juni 2013 Gold 1 feat. Flo Rida & Shun Ward                                           |
| 2013 | I Don’t Mind –                                | — | — | — | — | — | Erstveröffentlichung: 30. September 2013 Timati feat. Flo Rida                                                  |
| 2013 | Camouflage –                                  | — | — | — | — | — | Erstveröffentlichung: 27. Dezember 2013 M.iam.I feat. Flo Rida & Victoria Kern                                  |
| 2013 | I Wanna Feel Real –                           | — | — | — | — | — | Erstveröffentlichung: 27. Dezember 2013 Code Beat feat. Flo Rida, Adassa & Teairra Marí                         |
| 2013 | Counting the Seconds –                        | — | — | — | — | — | Erstveröffentlichung: 27. Dezember 2013 Lisa Aberer feat. Flo Rida & Nathan                                     |
| 2014 | A Prayer –                                    | — | — | — | — | — | Erstveröffentlichung: 28. März 2004 A-Roma feat. Flo Rida & Shawn Lewis                                         |
| 2014 | There Goes My Baby Sex and Love               | — | — | — | UK50 (5 Wo.)UK | — | Erstveröffentlichung: 2. Juni 2014 Enrique Iglesias feat. Flo Rida                                              |
| 2015 | Tonight Belongs to U! –                       | — | — | — | UK80 (1 Wo.)UK | — | Erstveröffentlichung: 21. April 2015 Jeremih feat. Flo Rida                                                     |
| 2015 | Thunderbolt –                                 | — | — | — | — | — | Erstveröffentlichung: 30. Oktober 2015 Ktree feat. Robin Stjernberg & Flo Rida                                  |
| 2016 | Red Cup –                                     | — | — | — | — | — | Erstveröffentlichung: 15. Februar 2016 Gorilla Zoe feat. Flo Rida & Afrojack                                    |
| 2016 | Greenlight Climate Change                     | DE90 (1 Wo.)DE | — | — | UK— SilberUK | US95 Gold · (4 Wo.)US | Erstveröffentlichung: 22. Juli 2016 Verkäufe: + 700.000; Pitbull feat. Lunchmoney Lewis & Flo Rida              |
| 2020 | Take a Shot and Make a TikTok –               | — | — | — | — | — | Erstveröffentlichung: 14. August 2020 Nategawd feat. Flo Rida & Lil Jon                                         |
| 2021 | Adrenalina –                                  | — | — | — | — | — | Erstveröffentlichung: 12. März 2021 Senhit feat. Flo Rida                                                       |

## Musikvideos
| Jahr | Titel                   | Regie                 |
| ---- | ----------------------- | --------------------- |
| 2007 | Low                     |                       |
| 2008 | Elevator                | Gil Green             |
| 2008 | In the Ayer             | Shane Drake           |
| 2009 | Right Round             | Malcolm Jones         |
| 2009 | Shone                   | Franck Ribery         |
| 2009 | Sugar                   | Shane Drake           |
| 2009 | Jump                    | Chris Robinson        |
| 2009 | Available               | David Rousseau        |
| 2010 | Caught Me Slippin’      | Malcolm R. Jones      |
| 2010 | Club Can’t Handle Me    | Marc Klasfeld         |
| 2010 | Turn Around (5,4,3,2,1) |                       |
| 2011 | Good Feeling            | Erik White            |
| 2012 | Wild Ones               | Erik White            |
| 2012 | Whistle                 | Marc Klasfeld         |
| 2012 | I Cry                   | Marc Klasfeld         |
| 2012 | Sweet Spot              | Ethan Lader           |
| 2012 | Hey Jasmin              |                       |
| 2013 | Let It Roll             | Jessy Terrero         |
| 2013 | Can’t Believe It        | Geremy & Georgie Legs |

## Promoveröffentlichungen
| Jahr | Titel Album          | Anmerkungen                           |
| ---- | -------------------- | ------------------------------------- |
| 2009 | Available R.O.O.T.S. | Erstveröffentlichung: 2009 feat. Akon |

## Sonderveröffentlichungen

### Gastbeiträge
- 2007: Birthday (mit Rick Ross)
- 2007: Street Money (mit Rick Ross)
- 2008: Just Know Dat (mit Brisco & Lil Wayne)
- 2009: Cause a Scene (mit Teairra Marí)
- 2009: Sunshine (mit Phyllisia & Ne-Yo)
- 2009: Drop That (mit Mista Mac, Brisco & Ball Greezy)
- 2009: Guarantee (mit Akon)
- 2010: Subelo (mit Angel & Khriz)
- 2010: Heartbreaker (mit G-Dragon)
- 2010: Dancin’ for Me (mit J Lewis)
- 2010: White Girls (mit Trina & Git Fresh)
- 2010: Caught Me Slippin (mit Nathan Fagan-Gayle & Git Fresh)
- 2010: Out My Video (mit LiLana)
- 2010: You Make the Rain Fall (mit Kevin Rudolf)
- 2010: What Them Girls Like (mit JayKay, Smokey & Git Fresh)
- 2012: Hollywood (mit Nicole Scherzinger)
- 2012: Paint This Down (mit Charmani)
- 2013: Beyond Wonderfull (mit Gold 1)
- 2014: I Don’t Mind (mit DJ Antoine & Timati)
- 2018: Tight Body (mit Kid Vibes, Juice & Honorebel)

### Remixe
- 2009: Replay (Iyaz)
- 2011: In the Dark (Dev)
- 2012: Where Have You Been (Rihanna)
- 2014: He Had No Skill (Me)

## Statistik

### Chartauswertung
|                     | DE    | AT    | CH    | UK    | US    |
| ------------------- | ----- | ----- | ----- | ----- | ----- |
| Nummer-eins-Alben   | DE—DE | AT—AT | CH—CH | UK—UK | US—US |
| Top-10-Alben        | DE—DE | AT1AT | CH1CH | UK2UK | US2US |
| Alben in den Charts | DE3DE | AT2AT | CH3CH | UK3UK | US5US |

|                       | DE     | AT     | CH     | UK     | US     |
| --------------------- | ------ | ------ | ------ | ------ | ------ |
| Nummer-eins-Singles   | DE1DE  | AT2AT  | CH2CH  | UK5UK  | US3US  |
| Top-10-Singles        | DE12DE | AT14AT | CH9CH  | UK13UK | US11US |
| Singles in den Charts | DE29DE | AT27AT | CH22CH | UK26UK | US28US |

### Auszeichnungen für Musikverkäufe
| Land/RegionAuszeichnungen für Musikverkäufe (Land/Region, Auszeichnungen, Verkäufe, Quellen) | Silber     | Gold       | Platin         | Diamant  | Verkäufe   | Quellen                           |
| -------------------------------------------------------------------------------------------- | ---------- | ---------- | -------------- | -------- | ---------- | --------------------------------- |
| Australien (ARIA)                                                                            | —          | 10× Gold10 | 49× Platin49   | —        | 3.780.000  | aria.com.au                       |
| Belgien (BRMA)                                                                               | —          | 6× Gold6   | —              | —        | 90.000     | ultratop.be                       |
| Brasilien (PMB)                                                                              | —          | Gold1      | Platin1        | —        | 90.000     | pro-musicabr.org.br               |
| Dänemark (IFPI)                                                                              | —          | 4× Gold4   | 25× Platin25   | —        | 465.000    | ifpi.dk                           |
| Deutschland (BVMI)                                                                           | —          | 9× Gold9   | 14× Platin14   | —        | 5.900.000  | musikindustrie.de                 |
| Finnland (IFPI)                                                                              | —          | Gold1      | —              | —        | 5.552      | ifpi.fi                           |
| Frankreich (SNEP)                                                                            | —          | 3× Gold3   | —              | —        | 603.500    | infodisc.fr                       |
| Irland (IRMA)                                                                                | —          | Gold1      | 2× Platin2     | —        | 37.500     | Einzelnachweise                   |
| Italien (FIMI)                                                                               | —          | 5× Gold5   | 11× Platin11   | —        | 645.000    | fimi.it                           |
| Japan (RIAJ)                                                                                 | —          | 6× Gold6   | Platin1        | —        | 850.000    | riaj.or.jp JP2                    |
| Kanada (MC)                                                                                  | —          | 6× Gold6   | 48× Platin48   | —        | 3.911.000  | musiccanada.com                   |
| Mexiko (AMPROFON)                                                                            | —          | 6× Gold6   | 3× Platin3     | —        | 360.000    | amprofon.com.mx                   |
| Neuseeland (RMNZ)                                                                            | —          | 3× Gold3   | 39× Platin39   | —        | 937.500    | aotearoamusiccharts.co.nz NZ2 NZ3 |
| Österreich (IFPI)                                                                            | —          | 5× Gold5   | 7× Platin7     | —        | 255.000    | ifpi.at                           |
| Polen (ZPAV)                                                                                 | —          | 2× Gold2   | 3× Platin3     | —        | 125.000    | olis.pl                           |
| Portugal (AFP)                                                                               | —          | Gold1      | —              | —        | 5.000      | Einzelnachweise                   |
| Schweden (IFPI)                                                                              | —          | 2× Gold2   | 20× Platin20   | —        | 840.000    | sverigetopplistan.se              |
| Schweiz (IFPI)                                                                               | —          | 2× Gold2   | 13× Platin13   | —        | 420.000    | hitparade.ch                      |
| Spanien (Promusicae)                                                                         | —          | 8× Gold8   | 4× Platin4     | —        | 390.000    | elportaldemusica.es               |
| Südkorea (KMCA)                                                                              | —          | —          | —              | —        | 898.772    | Einzelnachweise                   |
| Vereinigte Staaten (RIAA)                                                                    | —          | 5× Gold5   | 50× Platin50   | Diamant1 | 64.879.000 | riaa.com                          |
| Vereinigtes Königreich (BPI)                                                                 | 4× Silber4 | 3× Gold3   | 23× Platin23   | —        | 14.760.000 | bpi.co.uk                         |
| Insgesamt                                                                                    | 4× Silber4 | 89× Gold89 | 313× Platin313 | Diamant1 |            |                                   |